# Lijst van rijksmonumenten in Mijnsheerenland
De plaats Mijnsheerenland telt 27 inschrijvingen in het rijksmonumentenregister. Hieronder een overzicht.
| Object | Oorspronkelijke functie?  | Bouwjaar               | Architect | Locatie                 | Coördinaten?                  | Nr.?   | Afbeelding |
| --- | ------------------------- | ---------------------- | --------- | ----------------------- | ----------------------------- | ------ | --- |
| Hoeve "Eve Ver" | Boerderij                 | 1724 (geveltop)        |           | Brabersweg 4            | 51° 48' 29" NB, 4° 26' 38" OL | 30144  | Meer afbeeldingen |
| Boerderij "Vredebest" met grote schuur | Boerderij                 | 1862                   |           | Hoflaan 1               | 51° 47' 49" NB, 4° 29' 44" OL | 30145  | Meer afbeeldingen |
| Boerderij met dwars woongedeelte onder schilddak. Vensters met kleine ruitjes, links zesruitsschuiframen. Vensterluiken. Schuur. | Boerderij                 | 16e/19e eeuw           |           | Hoflaan 7               | 51° 47' 48" NB, 4° 29' 49" OL | 30146  | Meer afbeeldingen |
| Nederlands Hervormde Kerk: Laurentius /Gertrudis | Kerk en kerkonderdeel     | 1445 (ingebruikname)   |           | Kerkstraat 5            | 51° 47' 53" NB, 4° 29' 35" OL | 30147  | Meer afbeeldingen |
| Nederlands Hervormde Kerk: Toren | Kerk en kerkonderdeel     |                        |           | Kerkplein 6             | 51° 47' 53" NB, 4° 29' 35" OL | 30148  | Meer afbeeldingen |
| Nederlands Hervormde Kerk: smeedijzeren toegangshek, uitgevoerd in Lodewijk XV-stijl, met gebogen zijstukken en top, versierd met voluten en rocaillemotieven, deels verguld                                                                                                | Erfscheiding              | midden 18e eeuw        |           | Kerkstraat 5            | 51° 47' 53" NB, 4° 29' 35" OL | 30149  | Nederlands Hervormde Kerk: smeedijzeren toegangshek, uitgevoerd in Lodewijk XV-stijl, met gebogen zijstukken en top, versierd met voluten en rocaillemotieven, deels verguld |
| De Goede Hoop | Industrie- en poldermolen | 1749                   |           | Molenweg 17             | 51° 47' 40" NB, 4° 29' 20" OL | 30150  | Meer afbeeldingen |
| Oostmolen | Industrie- en poldermolen | 1732                   |           | Provincialeweg 7        | 51° 48' 9" NB, 4° 31' 43" OL  | 30151  | Meer afbeeldingen |
| Boerderij, behorend tot het middenlangsdeeltype van de Vlaamse schuurgroep | Boerderij                 | midden 19e eeuw        |           | Raadhuislaan 7          | 51° 47' 53" NB, 4° 29' 19" OL | 30153  | Meer afbeeldingen |
| Deftig herenhuis van parterre en verdieping met twee evenwijdige schilddaken en aan de voorzijde schilddak evenwijdig aan de straatas. Dakkapellen en hoekschoorstenen. Zware kroonlijst boven de voorgevel. Boven de deur gietijzeren bovenlicht. Stoeppalen met kettingen | Woonhuis                  | laatste kwart 18e eeuw |           | Wilhelminastraat 33     | 51° 47' 50" NB, 4° 29' 37" OL | 30155  | Meer afbeeldingen |
| Pand met gepleisterde puntgevel, waarin topsieranker | Woonhuis                  | 18e eeuw               |           | Wilhelminastraat        | 51° 47' 50" NB, 4° 29' 36" OL | 30156  | Pand met gepleisterde puntgevel, waarin topsieranker |
| Dwarshuis van alleen begane-grond met zadeldak tussen puntgevels. Rood gesausd metselwerk met gele vensterstrekken | Woonhuis                  | eerste kwart 19e eeuw  |           | Wilhelminastraat 64     | 51° 47' 49" NB, 4° 29' 37" OL | 30157  | Dwarshuis van alleen begane-grond met zadeldak tussen puntgevels. Rood gesausd metselwerk met gele vensterstrekken                                                           |
| Hof van Moerkerken | Kasteel, buitenplaats     | 17e eeuw               |           | Wilhelminastraat 66     | 51° 47' 47" NB, 4° 29' 37" OL | 514025 | Meer afbeeldingen |
| Hof van Moerkerken: historische tuin- en parkaanleg | Tuin, park en plantsoen   | 17e eeuw               |           | Wilhelminastraat bij 66 | 51° 47' 45" NB, 4° 29' 40" OL | 514026 | Meer afbeeldingen |
| Hof van Moerkerken: inrijhek | Tuin, park en plantsoen   | 1776                   |           | Wilhelminastraat bij 66 | 51° 47' 49" NB, 4° 29' 39" OL | 514027 | Meer afbeeldingen |
| Hof van Moerkerken: brug met gietijzeren leuning en hek | Tuin, park en plantsoen   | 19e eeuw               |           | Wilhelminastraat bij 66 | 51° 47' 46" NB, 4° 29' 39" OL | 514028 | Meer afbeeldingen |
| Hof van Moerkerken: zonnewijzer | Tuin, park en plantsoen   | vroeg 20e eeuw         |           | Wilhelminastraat bij 66 | 51° 47' 44" NB, 4° 29' 37" OL | 514029 | Meer afbeeldingen |
| Hof van Moerkerken: tuinmuur | Tuin, park en plantsoen   | 19e/20e eeuw           |           | Wilhelminastraat bij 66 | 51° 47' 43" NB, 4° 29' 37" OL | 514030 | Meer afbeeldingen |
| Hof van Moerkerken: druivenkas | Tuin, park en plantsoen   | vroeg 20e eeuw         |           | Wilhelminastraat bij 66 | 51° 47' 43" NB, 4° 29' 38" OL | 514031 | Meer afbeeldingen |
| Hof van Moerkerken: koude bak | Tuin, park en plantsoen   | vroeg 20e eeuw         |           | Wilhelminastraat bij 66 | 51° 47' 43" NB, 4° 29' 38" OL | 514032 | Hof van Moerkerken: koude bak |
| Hof van Moerkerken: badhuisje | Tuin, park en plantsoen   | 19e of vroeg 20e eeuw  |           | Wilhelminastraat bij 66 | 51° 47' 42" NB, 4° 29' 35" OL | 514033 | Meer afbeeldingen |
| Hof van Moerkerken: koetshuis | Bijgebouwen kastelen enz. | laat 18e eeuw          |           | Wilhelminastraat bij 66 | 51° 47' 47" NB, 4° 29' 39" OL | 514034 | Meer afbeeldingen |
| Hof van Moerkerken: oranjerie | Tuin, park en plantsoen   | 19e eeuw               |           | Wilhelminastraat bij 66 | 51° 47' 47" NB, 4° 29' 38" OL | 514035 | Upload foto |
| Hof van Moerkerken: schuur | Tuin, park en plantsoen   | vermoedelijk 19e eeuw  |           | Wilhelminastraat bij 66 | 51° 47' 43" NB, 4° 29' 39" OL | 514036 | Meer afbeeldingen |
| Hof van Moerkerken: stal | Bijgebouwen kastelen enz. | 19e eeuw               |           | Wilhelminastraat bij 66 | 51° 47' 47" NB, 4° 29' 42" OL | 514037 | Meer afbeeldingen |
| Boerderijcomplex Blaaksedijk: woonhuis | Boerderij                 | 1934                   |           | Blaaksedijk 252         | 51° 48' 24" NB, 4° 32' 6" OL  | 525084 | Boerderijcomplex Blaaksedijk: woonhuis |
| Boerderijcomplex Blaaksedijk: Vlaamse schuur | Boerderij                 | 1938                   |           | Blaaksedijk bij 252     | 51° 48' 23" NB, 4° 32' 3" OL  | 525085 | Boerderijcomplex Blaaksedijk: Vlaamse schuur |